# John Wurts

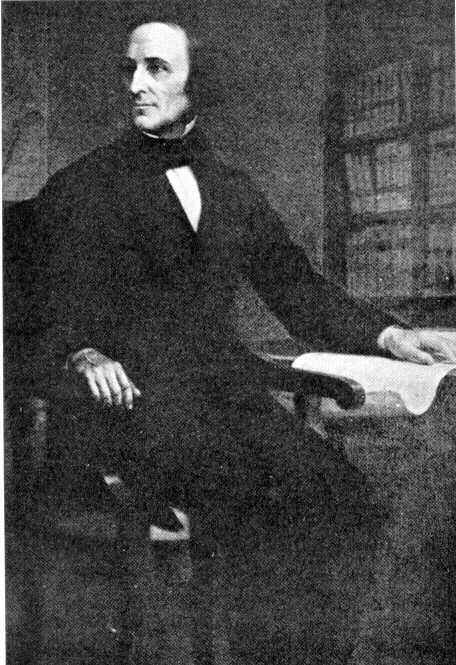
John Wurts

John Wurts (* 13. August 1792 in Flanders, Morris County, New Jersey; † 23. April 1861 in Rom, Italien) war ein US-amerikanischer Politiker. Zwischen 1825 und 1827 vertrat er den Bundesstaat Pennsylvania im US-Repräsentantenhaus.

## Werdegang
Nach dem Tod seines Vaters kam John Wurts mit seiner Familie zunächst nach Montville und dann nach Philadelphia. Bis 1813 studierte er am Princeton College. Nach einem anschließenden Jurastudium und seiner 1816 erfolgten Zulassung als Rechtsanwalt begann er in Philadelphia in diesem Beruf zu arbeiten. Gleichzeitig schlug er eine politische Laufbahn ein. 1817 wurde er Abgeordneter im Repräsentantenhaus von Pennsylvania; im Jahr 1820 gehörte er dem Staatssenat an. Er war Mitglied der Demokratisch-Republikanischen Partei und schloss sich in den 1820er Jahren der Bewegung um den späteren Präsidenten Andrew Jackson an.
Bei den Kongresswahlen des Jahres 1824 wurde Wurtz im ersten Wahlbezirk von Pennsylvania in das US-Repräsentantenhaus in Washington, D.C. gewählt, wo er am 4. März 1825 die Nachfolge von Samuel Breck antrat. Da er im Jahr 1826 auf eine weitere Kandidatur verzichtete, konnte er bis zum 3. März 1827 nur eine Legislaturperiode im Kongress absolvieren. Zwischen 1827 und 1831 war Wurts Bundesstaatsanwalt. Er saß im Stadtrat von Philadelphia und war von 1831 bis 1858 Präsident der Delaware & Hudson Canal Co. Im Jahr 1859 ging er aus gesundheitlichen Gründen ins Ausland. Er starb am 23. April 1861 in Rom und wurde im Atlantic County in New Jersey beigesetzt.